# Allerdale
Allerdale est un ancien district non métropolitain et borough de Cumbria, en Angleterre. Lors de recensement de 2001, sa population était de 93 492 habitants. Le conseil de district siégeait à Workington.

## Histoire
Le district d'Allerdale est créé le 1er avril 1974 en application du Local Government Act 1972. Il est issu de la fusion du borough municipal de Workington, des districts urbains de Cockermouth, Keswick et Maryport, et des districts ruraux de Cockermouth (en) et Wigton (en).
Il reçoit le statut de borough le 4 juin 1992.
Le district d'Allerdale est aboli le 1er avril 2023 en application du Cumbria (Structural Changes) Order 2022. Ses fonctions sont transférées à la nouvelle autorité unitaire du Cumberland, qui s'étend aussi sur les anciens districts de Carlisle et Copeland.

## Composition
Le district d'Allerdale comprenait les paroisses civiles suivantes :
- Abbeytown
- Above Derwent
- Aikton
- Allhallows
- Allonby
- Aspatria (ville)
- Bassenthwaite
- Bewaldeth and Snittlegarth
- Blennerhasset and Torpenhow
- Blindbothel
- Blindcrake
- Boltons
- Borrowdale
- Bothel and Threapland
- Bowness-on-Solway
- Bridekirk
- Brigham
- Bromfield
- Broughton
- Broughton Moor
- Buttermere
- Caldbeck
- Camerton
- Cockermouth (ville)
- Crosscanonby
- Dean
- Dearham
- Embleton
- Gilcrux
- Great Clifton
- Greysouthen
- Hayton and Mealo
- Holme East Waver
- Holme Low
- Holme St Cuthbert
- Ireby and Uldale
- Keswick (ville)
- Kirkbampton
- Kirkbride
- Little Clifton
- Lorton
- Loweswater
- Maryport (ville)
- Oughterside and Allerby
- Papcastle
- Plumbland
- Seaton
- Sebergham
- Setmurthy
- Silloth (ville)
- Thursby
- Underskiddaw
- Waverton
- Westnewton
- Westward
- Wigton (ville)
- Winscales
- Woodside
- Workington (ville)
- Wythop